# Hans de Beaufort
Henri Alexander de Beaufort (Eerbeek, 3 oktober 1915 – Dijon, 9 april 1942), beter bekend als Hans de Beaufort, was een Nederlands motorcoureur en verzetsstrijder tijdens de Tweede Wereldoorlog. 
Hans de Beaufort was een zoon van de bioloog en hoogleraar Dr. Lieven Ferdinand (Fik) de Beaufort en Catharina Josephina (Teau) Boissevain, een dochter van journalist Charles Boissevain die eigenaar was van het Algemeen Handelsblad. Zijn moeder overleed op jonge leeftijd in 1922, waarna De Beaufort veel tijd spendeerde bij ooms en tantes.
Als succesvol motorcoureur zette hij tijdens de oorlog zijn vaardigheden in bij de hulp aan geallieerde piloten die in bezet gebied terecht waren gekomen. Hij verzorgde vervalste papieren en vluchtwegen naar Zwitserland, dat neutraal was in de oorlog. In februari vertrok hij om zelf via Zwitserland naar het Verenigd Koninkrijk te vluchten, echter De Beaufort werd door de Duitsers gevangen genomen in Besançon en in Dijon gevangen gezet. Na een vluchtpoging met twee andere Nederlanders werden zij ter dood veroordeeld en op 9 april 1942 in Dijon geëxecuteerd. Hij werd in Dijon begraven maar in 1956 zijn zijn stoffelijke resten herbegraven op de Nederlandse erebegraafplaats in Orry-la-Ville.
Als eerbetoon aan Hans de Beaufort werd in 1947 de Hans de Beaufort-beker ingesteld, de hoogste Nederlandse prijs in de motorsport. Deze beker wordt jaarlijks door de KNMV uitgereikt aan de motorsporter die niet alleen succesvol is in de sport, maar zich ook het best heeft ingezet voor de belangen van de sport. De eerste sportman die de beker in ontvangst mocht nemen was Dick Renooy en in latere jaren volgden onder anderen Frits Selling, Jan de Vries, Gerrit Wolsink, Wil Hartog, Jack Middelburg, Egbert Streuer, Daniël Willemsen, Michael van der Mark en Jeffrey Herlings.